# Frauenwahlrecht in den Vereinigten Staaten mit Puerto Rico

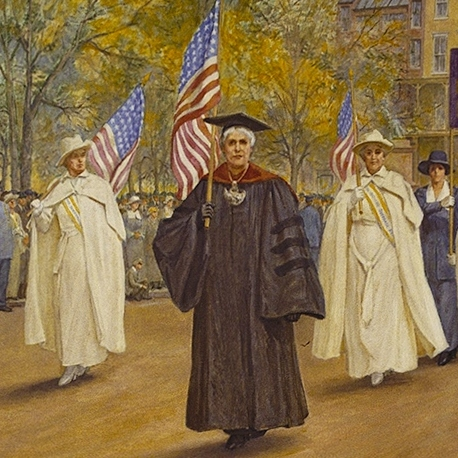
Demonstration zur Einführung des Frauenwahlrechts vor dem Kapitol, 1917, angeführt von der schwarz gekleideten Anna Howard Shaw und Carrie Chapman Catt

Das Frauenwahlrecht in den Vereinigten Staaten und Puerto Rico blickt auf eine wechselvolle Geschichte zurück. Auf Bundesebene wurde in den USA das aktive und passive Wahlrecht im 19. Zusatzartikel zur Verfassung der Vereinigten Staaten mit der Ratifizierung durch den Bundesstaat Tennessee am 18. August 1920 endgültig beschlossen und trat am 26. August 1920 in Kraft. In den Bundesstaaten der USA erstreckte sich die Einführung des Frauenwahlrechts über einen langen Zeitraum. In New Jersey etwa erhielten vermögende Frauen schon 1776 ein Wahlrecht, verloren es aber später wieder. Erst 1918 war das Frauenwahlrecht in allen Bundesstaaten eingeführt. In manchen davon wurden auch nach 1920 noch Beschränkungen wie Lese- und Schreibtests und Steuern benutzt, um Frauen vom Wählen auszuschließen. Eine Reihe von Gegebenheiten hatten Einfluss darauf, dass das Frauenwahlrecht in allen Teilen der USA Gesetz wurde. Dazu zählen etwa die Arbeit von Frauenorganisationen, Impulse aus der Arbeiterbewegung und die Entwicklung des Frauenwahlrechts in Europa. Als wesentlich gilt jedoch die Erfahrung mit Frauen als Wählerinnen aus den westlichen Bundesstaaten der USA, die die Vorreiter bei der Einführung gewesen waren. Dort wurde deutlich, dass Frauen ebenso wählten wie ihre Männer und damit keine Gefahr für die bestehenden Machtverhältnisse darstellten.
In Puerto Rico wurde zwar am 16. April 1929 ein Gesetz verabschiedet, das allen Frauen das Wahlrecht verschaffte, die lesen und schreiben konnten, damit waren aber faktisch die meisten Puerto-Ricanerinnen von der Wahl ausgeschlossen. Erst 1935 wurde das allgemeine Wahlrecht garantiert.

## Untersuchung möglicher Einflussfaktoren auf die politische Repräsentation von Frauen

### Parteiklüngel und politische Seilschaften
Zwischen 1890 und 1910 verhärteten sich die Blöcke der politischen Parteien und der Parteiklüngel bekam mehr Einfluss. Dieser war gegen jede Änderung des Wahlrechts, da er Veränderungen des ausgeklügelten Kalküls mit den politischen Mehrheiten befürchtete. Es gibt Beispiele für offen manipulative Eingriffe von Parteigrößen: 1913 erhielten Frauen in Illinois zwar das Wahlrecht für die Präsidentschaftswahlen, nicht jedoch bei lokalen Wahlen. Man befürchtete, dass andernfalls Frauen auf der lokalen Ebene in die Politik drängen und männliche politische Seilschaften ihre Macht verlieren könnten, was die Forderung der Frauenwahlrechtsbewegung nach einem Ende der Korruption nahelegte.

### Zusammenhang mit anderen Zielen von Frauen
Um die Wende zum 20. Jahrhundert waren die Eigentumsrechte und die Bildungsmöglichkeiten von Frauen verbessert worden. Dadurch wurde die Frauenwahlrechtsbewegung geschwächt, die die politische Repräsentation von Frauen als Schlüssel für weitere Fortschritte sah.

### Frauenorganisationen
NAWSA

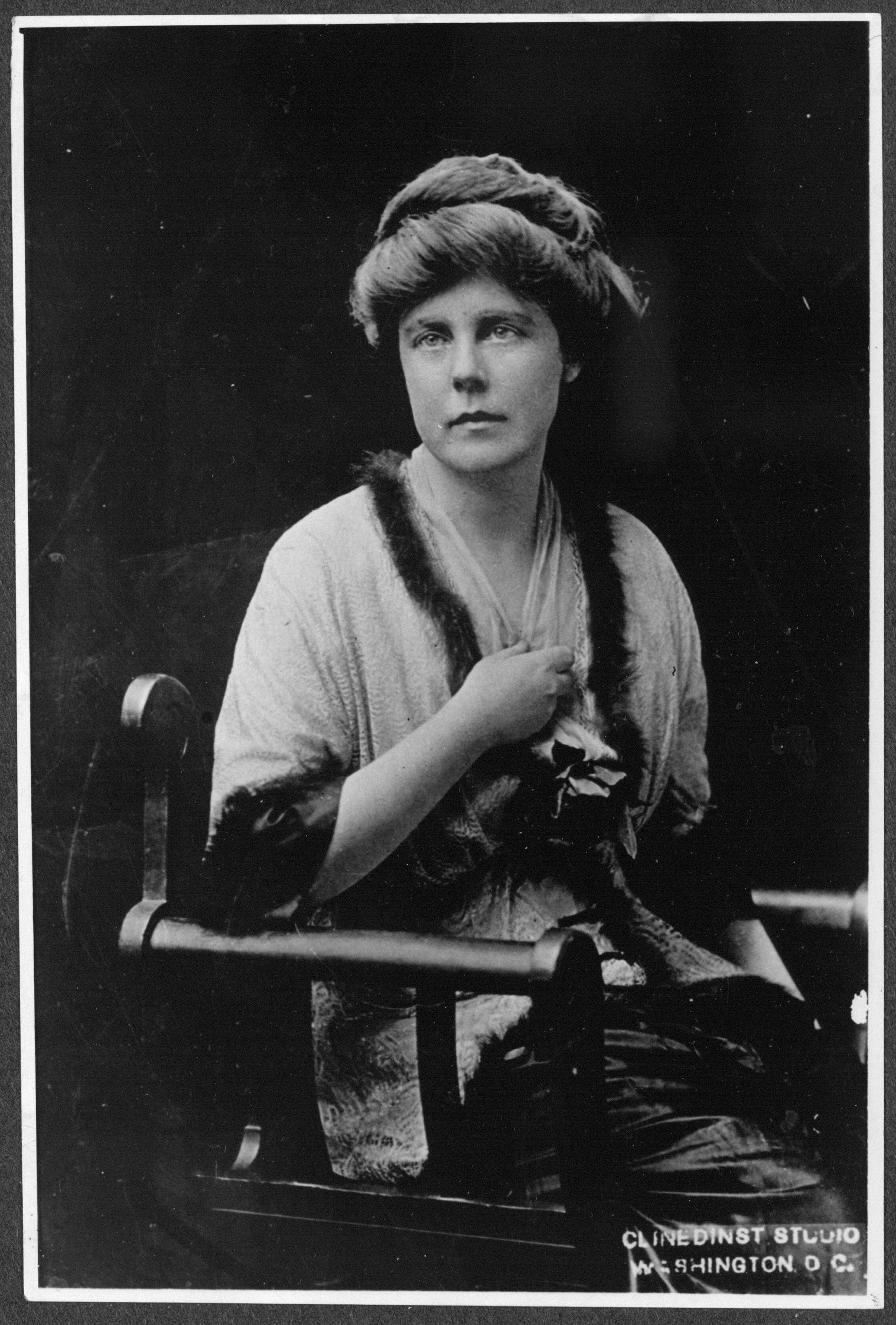
Lucy Burns, Mitgründerin der Congressional Union for Woman Suffrage, 1913

Bis zur Wende zum 20. Jahrhundert hatte die Frauenbewegung ihren Elan weitgehend verloren. Die Aktivistinnen der aus der Mittelschicht wollten die sich organisierende Arbeiterschicht und die Gewerkschaften nicht in ihren Kampf einbeziehen. Carrie Chapman Catt setzte sich zu Beginn des 20. Jahrhunderts gegen Vorurteile in der NAWSA in Bezug auf bestimmte Ethnien und Schichten ein, was zu einer Kursänderung und Öffnung führte.
1913 gründeten Anne Martin, Alice Paul und Lucy Burns zusammen mit Mitstreiterinnen die Congressional Union for Woman Suffrage, um eine Verfassungsänderung auf nationaler Ebene in die Wege zu leiten. Diese Gruppe arbeitete zwar noch innerhalb der NAWSA, geriet jedoch wegen ihrer nach Meinung von anderen Mitgliedern zu radikalen Ansichten in Konflikt mit der Gruppe, was 1916 zum Ausschluss aus der NAWSA führte.
Equality League of Self-Supporting Women

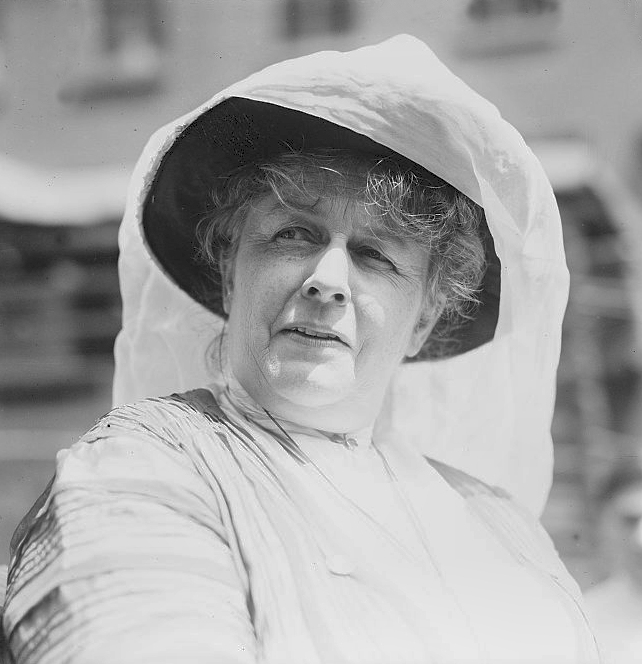
Harriot Eaton Stanton Blatch um 1910

Harriot Eaton Stanton Blatch, die in der Nähe von London gelebt hatte, setzte sich nach ihrer Rückkehr in die USA für eine Erneuerung der Frauenwahlrechtsbewegung ein. 1907 gründete sie die Equality League of Self-Supporting Women (später in Women’s Political Union umbenannt), um Frauen aus der Arbeiterklasse für die Suffragisten Bewegung zu gewinnen. Blatch gelang es, Frauen aus der Arbeiterklasse zu mobilisieren und parallel dazu ihre Zusammenarbeit mit Frauen aus der bürgerlichen Gleichberechtigungsbewegung fortzusetzen. Einerseits organisierte sie Straßenproteste, andererseits arbeitete sie mit viel diplomatischem Geschick daran, die Frauenwahlrechtsgegner zu neutralisieren. Dabei handelte es sich um Politiker aus der Tammany Hall-Seilschaft, die befürchteten, Frauen würden für die Prohibition stimmen.

### Gemeinsame Interessen mit der Arbeiterklasse
Der Historiker Alexander Keyssar vertrat die Meinung, dass das Zusammenkommen des Interesses der Arbeiterklasse am Frauenwahlrecht mit dem Interesse der Suffragisten für die Arbeiterklasse zur Folge hatte, dass die Frauenwahlrechtsbewegung ab 1910 erstmals zu einer Massenbewegung wurde. 1915 zählte die NAWSA 100 000 Mitglieder, 1917 bereits zwei Millionen. Die Einflüsse der Arbeiterbewegung und ihrer Protestformen wird als wesentlich für das Erstarken der Frauenwahlrechtsbewegung angesehen.

### Rassenfrage
Nicht die Ungleichbehandlung der Geschlechter, sondern die Ungleichbehandlung von Rassen war das hervorstechendste Merkmal der USA Anfang des 20. Jahrhunderts. Ein wesentlicher Faktor im Kalkül der Anhänger der Frauenwahlrechtsbewegung, die auch in den Südstaaten nach Anhängern suchten, war die Erhaltung der Vorherrschaft der Weißen.
Im frühen zwanzigsten Jahrhundert wurde der Graben der Rassentrennung, der sich in der Frauenwahlrechtsbewegung auftat, im Süden der USA besonders deutlich spürbar. Schwarze Frauen sollten das Wahlrecht deswegen nicht erhalten, weil man dachte, sie seien gebildeter als schwarze Männer, sich über ihre Rechte also mehr im Klaren und daher schwerer zu manipulieren. Gegner der Frauenwahlrechtsbewegung verkündeten, das Frauenwahlrecht würde eine Herrschaft der Schwarzen zur Folge haben. Unterstützer der Demokratischen Partei äußerten, dass schwarze Frauen die Republikanische Partei wählen und so die Demokraten in den Südstaaten vernichten würden. Dagegen wurde angeführt, dass Zugangskriterien zum Wahlrecht wie das Zahlen bestimmter Steuern oder der Nachweis, lesen und schreiben zu können, es leicht machen würden, schwarzen Frauen ihr Wahlrecht auch wieder zu entziehen, wie es auch bei den schwarzen Männern gewesen war. Die Vormachtstellung der Weißen würde durch das Frauenwahlrecht gestärkt werden.
Auch innerhalb der Frauenorganisationen spielte die Rassenfrage eine Rolle. Bei dem NAWSA-Treffen 1903 herrschte Rassentrennung. Auch hatte die NAWSA – wohl mit Rücksicht auf die Südstaaten – Mitgliedsstaaten erlaubt, in ihren Mitgliedsorganisationen vor Ort Rassenschranken einzuführen. Beim nächsten Treffen waren schwarze Frauen zugelassen. Beim großen Aufmarsch vor dem Weißen Haus hatten weiße Frauen angekündigt, sie würden sich nicht beteiligen, wenn auch schwarze Frauen dabei wären. Die NAWSA legte daraufhin fest, dass schwarze Frauen zwar teilnehmen durften, aber am Ende des Zuges in einem gesonderten Block marschieren sollten.

### Entwicklungen in Europa

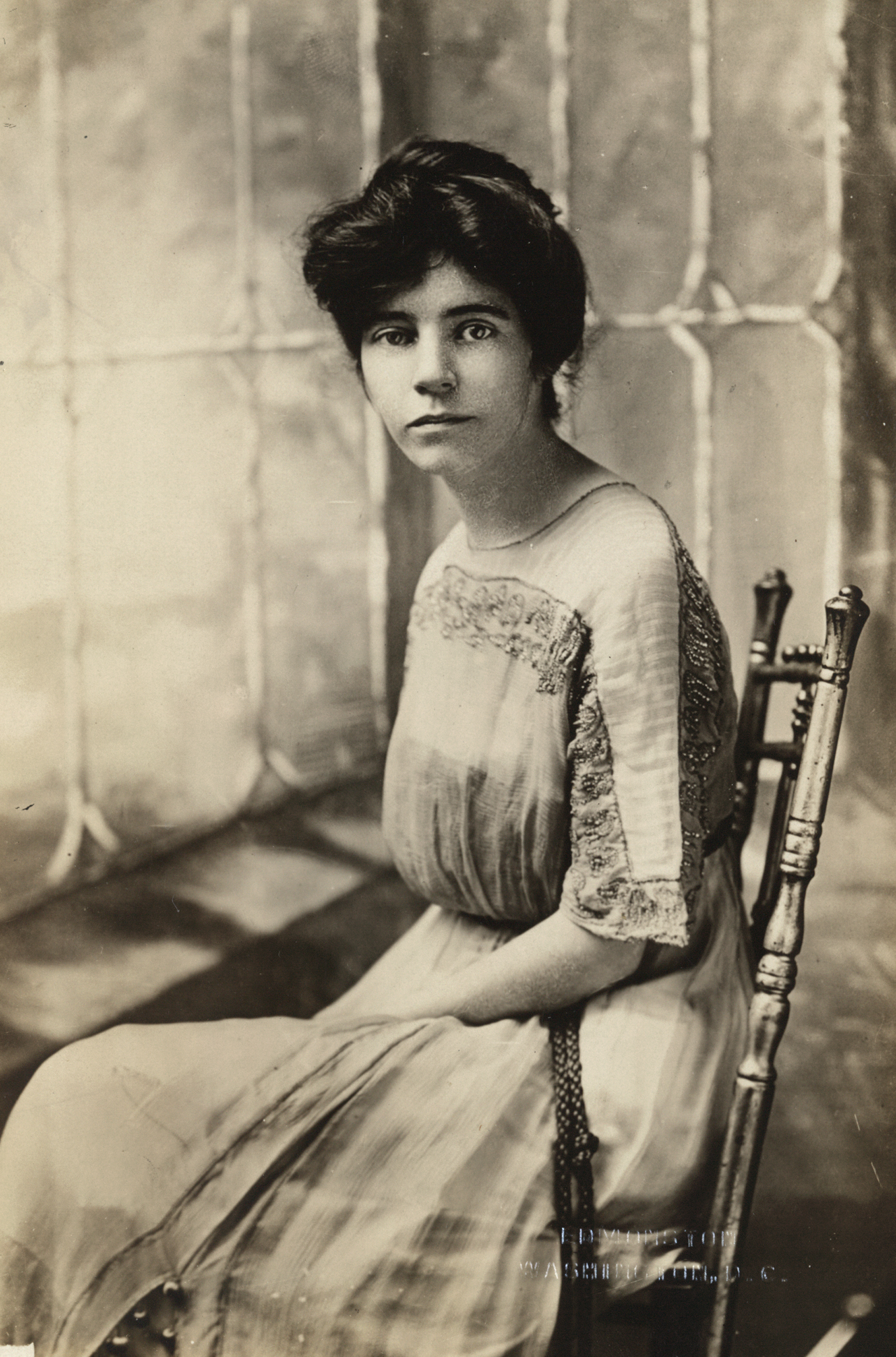
Alice Paul um 1915

Die Entwicklung des Frauenwahlrechts in Europa verstärkte die Bewegung in den USA: Der Einfluss Großbritanniens zeigte sich nicht nur in der Literatur, sondern auch in den Vortragsreisen von Emmeline Pankhurst in den USA 1909, 1911 und 1913 und vor allem in den Aktivitäten junger Frauen, die auf Reisen nach Großbritannien erfahren hatten, wie militant die Frauen dort waren. Eine dieser Reisenden, Anne Martin, war auf einer Reise nach London dort am Black Friday 1910 verhaftet worden und wurde zur treibenden Kraft der Frauenwahlrechtsbewegung in Nevada, die 1914 dort die Einführung des Frauenwahlrechts erreichte. Auch Alice Paul und Lucy Burns gehören in diese Gruppe von Frauen.
Richard J. Evans vertritt die Meinung, dass die Werte der amerikanischen protestantischen Mittelschicht durch Deutschland, mehr aber noch durch die Bolschewiki und die auf sie zurückgehenden Revolutionen in Gefahr schienen. Die Einführung des Frauenwahlrechts war eine der Maßnahmen, um diese Werte zu stärken.

### Erfahrungen mit Frauen als Wählerinnen
Die niedrige Wahlbeteiligung von Frauen in Gebieten, in denen sie das Wahlrecht erhalten hatten, wurde um die Wende zum 20. Jahrhundert als Argument gegen eine Ausweitung des Frauenwahlrechts herangezogen. Bei der Präsidentschaftswahl in den Vereinigten Staaten 1916 zeigte sich das Scheitern der Strategie von Alice Paul, wahlberechtigte Frauen gegen die Demokraten zu mobilisieren: Die Frauen orientierten sich im Wahlverhalten nicht an den Aktivistinnen, sondern an ihren Männern. Die Befürworter des Frauenwahlrechts nutzten dieses Phänomen für ihre Zwecke und sahen es als Beweis dafür an, dass das Frauenwahlrecht keinen Einfluss auf die Machtverhältnisse habe und die politischen Seilschaften, die das Gegenteil befürchteten, im Unrecht seien.
Als wesentlichen Faktor dafür, dass das Frauenwahlrecht in allen Teilen der USA Gesetz wurde, nennt Adams die Erfahrung mit Frauen als Wählerinnen, die in den westlichen Bundesstaaten gesammelt wurden, die die Vorreiter bei der Einführung waren. Dort wurde deutlich, dass Frauen ebenso wählen würden wie ihre Männer und damit keine Gefahr für die bestehenden Machtverhältnisse darstellten.

### Verdienste von Frauen im Ersten Weltkrieg
Die Tatsache, dass die letzten Phasen des Kampfes um das Frauenwahlrecht zeitlich mit dem Ersten Weltkrieg und seinem Ende zusammenfallen, darf nicht überbewertet werden, da das Frauenwahlrecht generell sehr häufig bei oder kurz nach nationalen Umbrüchen erlangt wurde. Der Erste Weltkrieg brachte das Frauenwahlrecht zwar nicht mit sich, aber er schuf ein förderliches Klima dafür und gab den Befürwortern weitere Argumente.

### Puritanische Ethik

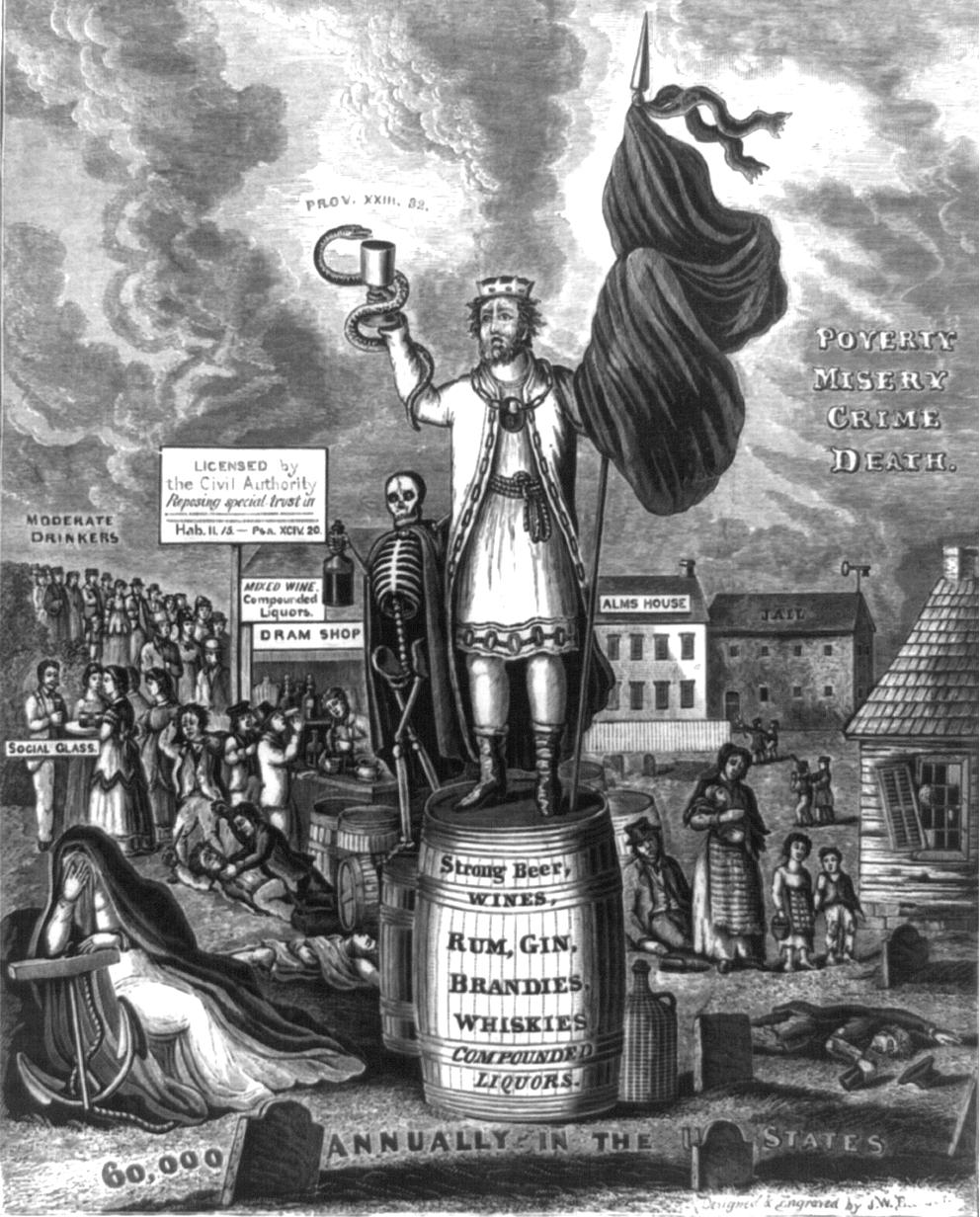
Warnung vor König Alkohol und seinem Premierminister, dem Tod, auf Plakaten und Flugschriften

Der Historiker Alan Grimes beschreibt, dass in der Zeit des Ersten Weltkriegs eine puritanische Ethik an Zuspruch gewann. Sie wirkte sich auf eine Reihe von Gesetzen aus, etwa den 1917 eingeführten Test für Einwanderer, ob sie lesen und schreiben konnten, die Prohibition und die Einführung des Frauenwahlrechts. Diese Verbesserungen zeigten den Willen, die Gesellschaft zu verbessern und ihr, wenn nötig, dafür Regeln aufzuerlegen. Zwischen der Entwicklung der Frauenwahlrechtsbewegung und dem Kampf gegen den Alkohol lassen sich eine Reihe von Parallelen ausmachen: Beide erzielten nach und nach in immer mehr Bundesstaaten Erfolge; vor 1910 traf das Anwachsen der Frauenwahlrechtsbewegung in fünf Südstaaten mit dem Erlass von Gesetzen zum Verbot von Alkohol zusammen; zwischen 1914 und 1916 wurden in vierzehn weiteren Staaten Alkoholbeschränkungen Gesetz. Die Prohibition stand für die Werte der zivilisierten Welt: die Kontrolle der Schwarzen und der neu Eingewanderten durch eine weiße Mittelschicht. Auch der Einsatz für das Frauenwahlrecht wurde immer mehr zu einem Kennzeichen von Schichten, die für sich in Anspruch nahmen, zivilisiert zu sein. Vor dem Ersten Weltkrieg hatte die Prohibitionsbewegung allerdings mehr Zulauf als die Frauenwahlrechtsbewegung.

### Militantes Vorgehen
Zwar geht ein großer Teil des Erfolges der Frauenwahlrechtsbewegung auf das geduldige und entschlossene Vorgehen der Befürworter zurück, doch waren zusätzliche Einflüsse und Aktionen militanter Gruppierungen nötig, um das Abflauen der Energie zu verhindern. Als die USA 1917 in den Ersten Weltkrieg eintraten, protestierten die Mitglieder der National Woman’s Party mit folgender Begründung dagegen: Die USA kämpften im Ausland dafür, die Welt sicherer und aufgeschlossener für die Demokratie zu machen, im Inland dagegen würden Frauen die demokratischen Rechte verwehrt. Ob dieses militante Vorgehen der Sache nützte oder schadete, ist umstritten. Frauen, die die Politik der kleinen Schritte verfolgt hatten, waren irritiert. Die NAWSA allerdings unternahm mehr Anstrengungen, ihre gemäßigte Position gegenüber der radikalen herauszustellen und so Anhänger zu gewinnen. Den Erfolg des Referendums in New York 1917 verhinderte das militante Vorgehen jedenfalls nicht.

### Finanzielle Unterstützung
Die Referendumskampagne im bevölkerungsreichsten Staat New York war 1915 erfolglos, 1917 aber erfolgreich, nachdem die Verlegerin Miriam Leslie sie finanziell mit einer Million Dollar unterstützt hatte.

### Politisches Kalkül
Carrie Catt unterstützte Präsident Wilson nach dem Eintritt in den Ersten Weltkrieg, obwohl dies ihrer pazifistischen Haltung widersprach. Sie bot ihm in der nationalen Krise die Unterstützung ihrer zwei Millionen Anhängerinnen an, wenn er im Gegenzug das Frauenwahlrecht unterstützte. So konnte der Präsident im Januar 1918 bekanntgeben, dass er die Aufnahme des Frauenwahlrechts in die Verfassung als Maßnahme im Zusammenhang mit dem Krieg unterstützte. Am nächsten Tag beschloss das Repräsentantenhaus der Vereinigten Staaten mit einer Mehrheit von einer Stimme eine entsprechende Verfassungsänderung. Am 30. September 1918 drängte er den Senat mit der Begründung zur Zustimmung, der Krieg hätte ohne die Frauen nicht geführt werden können. Damit trat er dem Argument entgegen, Frauen hätten das Wahlrecht nicht verdient, weil sie keinen Kriegsdienst leisten würden. Die Verfassungsänderung erreichte jedoch die nötige Zweidrittelmehrheit nicht.

## Entwicklung in den Bundesstaaten

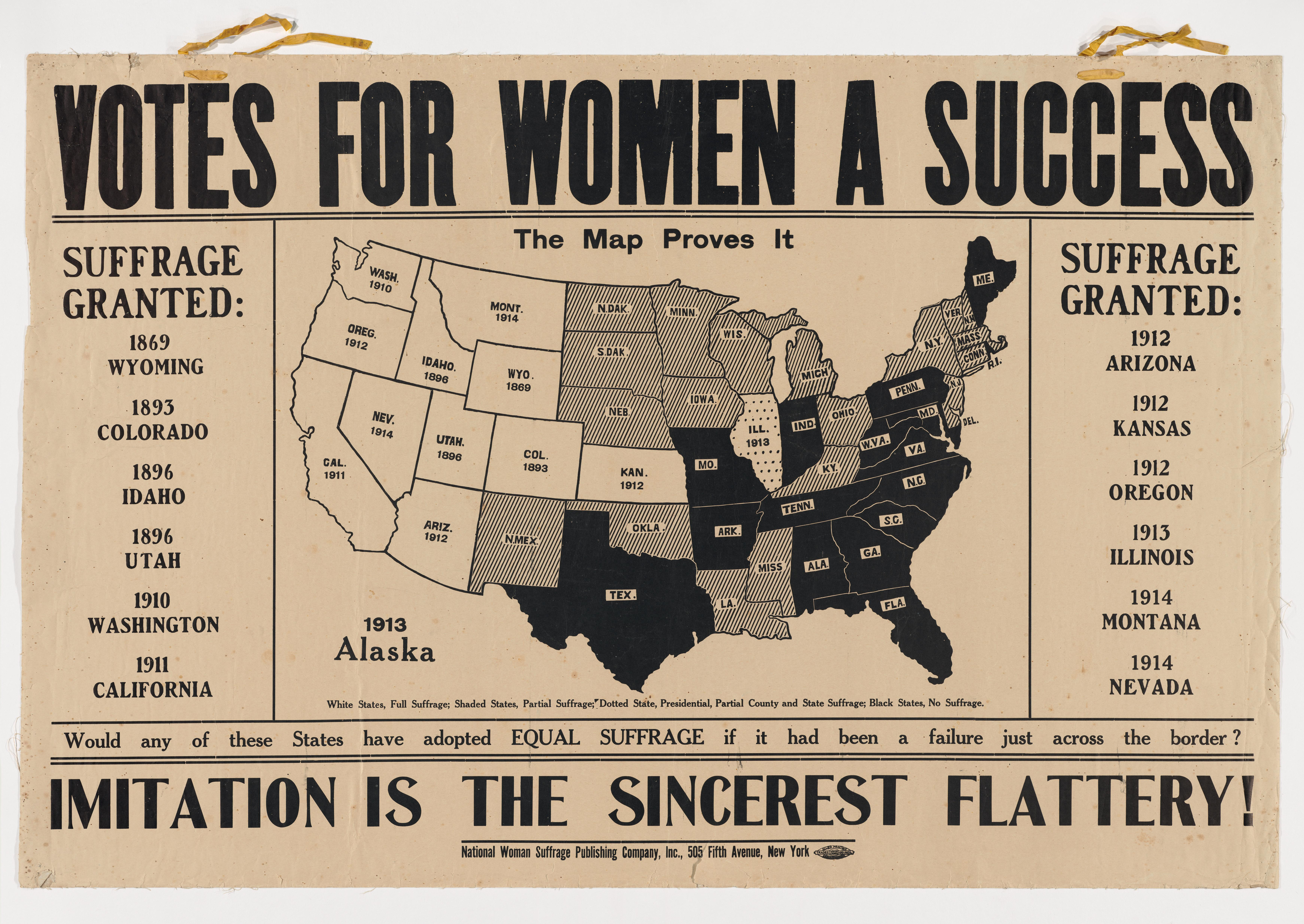
Poster zur Verbreitung des Frauenwahlrechts in den Bundesstaaten der USA mit dem Slogan Nachahmung ist die ehrlichste Schmeichelei

### Lokales Wahlrecht
Zwischen 1890 und 1910 gab es nur bei der Erteilung des Frauenwahlrechts auf lokaler Ebene Fortschritte, und auch dieses war in manchen Gebieten auf die Frauen beschränkt, die einen Alphabetisierungstest bestanden hatten oder Steuern zahlten.

### Wahlrecht auf Bundesstaatenebene
Auf der Ebene der Bundesstaaten wurde das Frauenwahlrecht zu unterschiedlichen Zeiten erreicht.
In New Jersey hatten vermögende Frauen schon seit 1776 das Wahlrecht und wählten ab 1787. Als das allgemeine Wahlrecht für Männer dort eingeführt wurde, verloren auch vermögende Frauen das Wahlrecht wieder.
Die Einführung des allgemeinen Wahlrechts im Westen der USA fällt mit der Umwandlung von Territorien zu Bundesstaaten zusammen. In den Jahren ab 1910 wurde hier das Frauenwahlrecht eingeführt.
Die südlichen und östlichen Bundesstaaten hatten dagegen bereits Verfassungen, was die Einführung des Frauenwahlrechts erschwerte. Dort wurde in diesen frühen Jahren nur in Kansas (1912) das Frauenwahlrecht eingeführt; zwischen 1912 und 1914 fanden zwölf Referenden statt, drei davon in Ohio, die alle scheiterten. Doch schon die Durchführung eines Referendums konnte für die Frauenwahlrechtsbewegung als Erfolg verbucht werden; in den südlichen Staaten wurden sogar die Initiativen für Referenden niedergeschlagen. Als 1914 auf Bundesebene der Senat über eine Verfassungsänderung zur Einführung des Frauenwahlrechts abstimmte und diese an einer einzigen Stimme scheiterte, griff Anne Martin den Senator von Nevada Key Pittman an: Er wollte nicht, dass Schwarze das Wahlrecht bekämen. Martin sagte ihm, er brauche sich keine Sorgen zu machen, das Frauenwahlrecht würde ohnehin nur die Dominanz der Weißen zementieren. Weiße Frauen im Süden der USA engagierten sich ab der Wende zum 20. Jahrhundert für die Frauenwahlrechtsbewegung. Sie verlagerten den Fokus von einer zunächst favorisierten Einführung auf Bundesebene hin zu den einzelnen Bundesstaaten, um deren Position zu stärken, und setzten sich für das Wahlrecht für weiße Frauen ein. Damit hatte der Einsatz für das Frauenwahlrecht seinen Zusammenhang mit dem Ziel der Rassengleichheit verloren, der bereits seit den 1860er Jahren brüchig geworden war.
Es folgte 1869 Wyoming. In Utah wurde das Frauenwahlrecht 1870 eingeführt, 1887 wieder abgeschafft und 1896 neu garantiert. Da hier Mormonen die Bevölkerungsmehrheit stellten und stellen, wurde das Frauenwahlrecht hier eingeführt, um die Polygamie zu verteidigen.
Die nächsten Staaten waren: Colorado (1893) und Idaho. Colorado war 1893 der erste Bundesstaat, in dem sich Männer in einer Volksabstimmung für das Frauenwahlrecht entschieden haben. 1910 folgte mit der Einführung des Frauenwahlrechts Washington, 1911 Kalifornien; 1912 Arizona, Kansas und Oregon; 1913 Alaska und Illinois (beschränkt); 1914 Montana und Nevada; 1917 Arkansas, Indiana, Michigan, Nebraska, New York und North Dakota (für die Präsidentschaftswahlen), Ohio (Frauenwahlrecht wurde im selben Jahr wieder abgeschafft) und Rhode Island; 1918 Oklahoma, Michigan, South Dakota und Texas (Frauenwahlrecht bei Vorwahlen). In manchen Bundesstaaten wurden auch nach 1920 noch Beschränkungen wie Lese- und Schreibtests und Steuern benutzt, um Schwarze vom Wählen auszuschließen.

## Entwicklung auf nationaler Ebene

### Der Weg zum aktiven Frauenwahlrecht

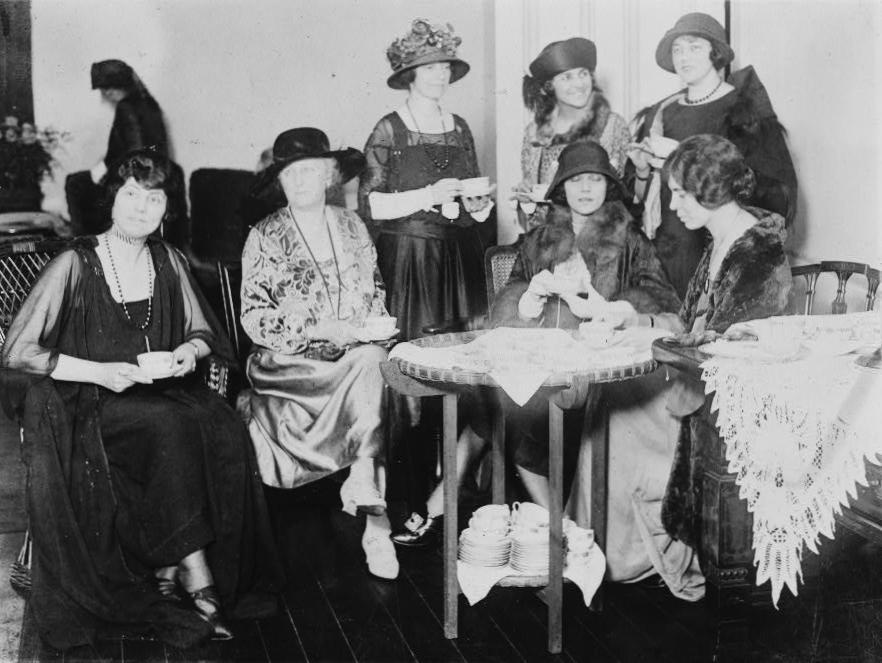
Teeempfang der National Woman’s Party für die berühmte Filmschauspielerin Alice Brady, eine der Gründerinnen der Partei

1910 wurde dem Kongress eine Petition für das Frauenwahlrecht vorgelegt, die von über 400 000 Frauen unterschrieben war. Im selben Jahr sprach Präsident William Howard Taft vor der NAWSA, was als Anerkennung der Organisation als politische Einflussgröße zu sehen ist.
1916 beschloss Alice Paul, die Demokraten, die damals an der Macht waren, anzugreifen, weil sie das Frauenwahlrecht nicht einführten. Präsident Woodrow Wilson, der aus den Südstaaten stammte, vertrat die Meinung, dass das Frauenwahlrecht Sache der Bundesstaaten sei und war nicht bereit, sich auf Bundesebene dafür einzusetzen. Paul gründete 1916 die National Woman’s Party, und diese beteiligte sich in den Bundesstaaten, die das Frauenwahlrecht bereits eingeführt hatten, an den Wahlen. Die Partei organisierte dort Kampagnen, in denen die Frauen aufgefordert wurden, gegen die Demokraten zu stimmen und die politische Macht der Frauen zu zeigen. Dies hatte die widersinnige Konsequenz, dass die Partei auf Bundesstaatenebene zu einem linientreuen Abstimmen gegen demokratische Kandidaten aufrief, auch wenn diese Kandidaten selbst sich für das Frauenwahlrecht einsetzten. Dies kam den Kandidaten zugute, die gegen das Frauenwahlrecht auftraten. Die Strategie der Aktivistinnen misslang. Die Republikaner unterstützten 1916 die Frauenwahlrechtsbewegung auf nationaler Ebene, jedoch ohne großes Engagement. Präsident Wilson rückte nicht von seiner Linie ab, dass die Frauenwahlrechtsfrage auf der Ebene der Bundesstaaten zu entscheiden sei, nicht auf Bundesebene.
Zwischen 1915 und 1920 änderten die politischen Seilschaften ihre Einstellung zum Frauenwahlrecht und sprachen sich dafür aus: Es wurde nämlich nun als Zugpferd für das Gewinnen von Wählerstimmen gesehen, und diesen Pluspunkt wollten sie sich nicht entgehen lassen.
Die Erfolge der National Woman’s Party führten dazu, dass die NAWSA sich stärker für eine Frauenwahlrechtskampagne auf nationaler Ebene engagierte als dafür, das Frauenwahlrecht in jedem Bundesstaat einzeln durchzusetzen. 1916 kam es innerhalb der NAWSA zu einer Absprache, nach der einer Verfassungsänderung auf nationaler Ebene zwar der Vorzug gegeben wurde, die aber auch vorsah, in den 36 Bundesstaaten, die dem Frauenwahlrecht am aufgeschlossensten gegenüberstanden, Schlüsselkampagnen zu unterstützen. Vereinbart wurde auch die Unterstützung von Bestrebungen, so viele Bundesstaaten wie möglich zur Annahme des Illinois Gesetzes zu bewegen, in dem Frauen das Wahlrecht zu den Präsidentschaftswahlen erhalten hatten. In der Folge erhielten weitere sechs Staaten aus dem mittleren Westen und dem Nordosten das Wahlrecht zu den Präsidentschaftswahlen.
Carrie Chapman Catt unterstützte Präsident Wilson nach dem Eintritt in den Ersten Weltkrieg aus politischem Kalkül. Ihre Absicht, im Zusammenspiel mit dem Präsidenten eine Verfassungsänderung zu erreichen, scheiterte jedoch am Verfehlen der nötigen Zweidrittelmehrheit im Senat.
Im November 1918 errangen die Republikaner in beiden Parlamentskammern die Mehrheit. Der 19. Zusatzartikel zur Verfassung der Vereinigten Staaten, der das Frauenwahlrecht einführte, wurde von beiden Kammern angenommen, musste aber noch von den parlamentarischen Gremien der Bundesstaaten beschlossen werden. Am 21. Mai 1919 beschloss der Kongress, die Verfassungsänderung zur Ratifizierung an die Bundesstaaten zu geben; dies geschah wegen der 1920 bevorstehenden Präsidentschaftswahl, denn das Frauenwahlrecht war zu einem Thema geworden, das Wählerstimmen versprach. Ein entsprechender Beschluss des Senats folgte am 4. Juni 1919. In den meisten Bundesstaaten des Nordens, Mittleren Westens und Westens der USA wurde die Verfassungsänderung angenommen, in den Südstaaten ging der Kampf dagegen weiter. Bis zum 22. März 1920 hatten bereits 35 Bundesstaaten diese Verfassungsänderung, nach der Frauenrechtsaktivistin Susan B. Anthony Susan B. Anthony Amendment genannt, unterzeichnet, nötig waren aber 36. Die Entscheidung der vier Staaten Delaware, Tennessee, Connecticut und Vermont stand noch aus. Delaware lehnte ab. Die entscheidende Ja-Stimme kam aus Tennessee, dessen Gouverneur Albert H. Roberts am 24. August 1920 unterschrieb. Am 26. August 1920 wurde die Regelung Gesetz. Connecticut stimmte bald darauf ebenfalls zu.

### Entziehung des Frauenwahlrechts
Weniger als ein Jahrzehnt, nachdem die schwarzen Frauen das Wahlrecht erhalten hatten, wurde es ihnen wieder entzogen. Hierfür wurden zweifelhafte Maßnahmen benutzt, die vorher schon bewirkt hatten, dass schwarze Männer das Wahlrecht verloren. In Columbia (South Carolina) sagte man den schwarzen Frauen, sie müssten sich mit der Registrierung noch gedulden; sie warteten und warteten, bis klar wurde, dass die Frauen auch bereit waren, zwölf Stunden anzustehen, um ihre Registrierung zu erhalten. Am nächsten Tag wurde erklärt, dass nur wählen durfte, wer Steuer für Grundeigentum im Wert von mindestens 300 Dollar bezahlte. Die Frauen, die diese Voraussetzung erfüllten, erhielten nicht, wie im Gesetz vorgesehen, die Verfassung als Lesetext für die Prüfung, ob sie lesen und schreiben konnten, sondern Teile des Zivil- und Strafgesetzbuches des Bundesstaates. Sie mussten im Anschluss diese Gesetze erklären, weigerten sich aber, weil dies im Gesetz nicht verlangt war. Daraufhin wurde ihre Registrierung abgelehnt. Mit derartigen Methoden wurde den meisten schwarzen Frauen in den Südstaaten ihr Wahlrecht vorenthalten. Als sie sich mit der Bitte um Unterstützung an die von Weißen dominierte National Woman’s Party wandten, wurden sie mit der Begründung abgespeist, es handle sich hier um eine Rassen-, keine Frauenproblematik, da schwarze Frauen nach denselben Kriterien diskriminiert wurden wie schwarze Männer.

### Passives Frauenwahlrecht
Die Verfassung vom 13. September 1788 sieht keine Beschränkungen in Bezug auf das Geschlecht beim Wahlrecht für die beiden Kammern vor. Explizit erfolgte die Einführung jedoch erst am 24. August 1920.

## Entwicklung in Puerto Rico
Am 16. April 1929 wurde ein Gesetz verabschiedet, das allen Frauen, die lesen und schreiben konnten, das Wahlrecht verschaffte und 1932 in Kraft treten sollte; damit waren aber faktisch die meisten Puerto-Ricanerinnen von der Wahl ausgeschlossen. 1935 wurde ein Gesetz beschlossen, das das allgemeine Wahlrecht garantierte.
Das allgemeine Wahlrecht für Männer war bereits im Jones Act for Puerto Rico 1917 anerkannt worden.